# تشيل كنار (دلغان)
تشيل كنار (بالفارسية: چیل کنار) هي قرية تقع في قسم دلغان الريفي (مقاطعة دلغان) في إيران. يقدر عدد سكانها بـ 857 نسمة بحسب إحصاء 2016.